# خانمی مثل من (ترانه بیانسه)
«خانمی مثل من» (به انگلیسی: A Woman Like Me) ترانه‌ای از هنرمند اهل ایالات متحده آمریکا بیانسه است.